# Takeo Takagi
Takeo Takagi (en japonés:高木 武雄, 25 de gener de 1892 - 8 de juliol de 1944) va ser un oficial de l'Armada Imperial Japonesa que va aconseguir el rang d'almirall i va prendre part en la Segona Guerra Mundial.

## Biografia

### Carrera militar
Takagi va néixer a la ciutat de Iwaki, en la prefectura de Fukushima.
Es va graduar en la 39.ª promoció de l'Acadèmia Naval Imperial Japonesa, ocupant el lloc número 17 dels 148 cadets que es van graduar l'any 1911. Com a mariner, inicialment va servir en el creuer Aso i en el cuirassat Shikishima, i posteriorment ho faria en el creuer Asama i el cuirassat Kawachi. Passat un temps va servir en la flota de submarins,[1] i després de realitzar un curs de navegació i ús de torpedes, va passar a manar alguns d'ells, com el S-24, el Ro-28 i el Ro-68. El 1931 va ser enviat com a agregat naval a Europa i Estats Units. Un any després va ser ascendit al rang de capità de navili.
El 1933 va ser nomenat comandant del creuer Nagara, després del creuer Takao el 1936 i del cuirassat Mutsu el 1937. Takagi va ser promocionat al rang de contraalmirall el 15 de novembre de 1938.

### Segona Guerra Mundial
A la fi de 1941, coincidint amb l'inici de la Guerra del Pacífic, Takagi va ser posat al capdavant de les forces navals que van donar suport a la invasió de les illes Filipines; posteriorment va dirigir la força naval que va donar suport als desembarcaments japonesos a l'illa de Java, a les Índies Orientals Neerlandeses. Va tenir un destacat paper durant la Batalla del Mar de Java, al febrer de 1942, durant la qual va dirigir la flota japonesa que va intervenir en els combats. No obstant això, a causa de la inexperiencia de Takagi en operacions aeronavals amb portaavions, aquest va acabar delegant el comandament operacional en el contralmirall Chūichi Hara.
Takagi va ascendir al rang de vicealmirall l'1 de maig de 1942. Va ser nomenat comandant de la força especial de portaavions —Shōkaku i Zuikaku— que estava previst utilitzar durant l'Operació Mo, que finalment no es va dur a terme. Això, no obstant això, li va convertir en un dels principals comandants de la batalla del Mar del Corall, estant al capdavant de la força de portaavions que va intervenir en els combats. El novembre de 1942 Takagi va ser nomenat comandant del Districte de guàrdia de Mako —la major base naval japonesa a Formosa- i a l'abril de 1943 va ser posat al capdavant del Districte de guàrdia de Takao. Uns mesos després, el 21 de juny, va ser nomenat comandant de la 6.ª Flota de l'Armada Imperial —composta principalment per submarins—, amb base a les illes Mariannes- Les seves forces van sofrir fortes pèrdues durant la Campanya de les Illes Gilbert, entre finals de 1943 i començaments de 1944. Takagi havia situat la seva caserna general a l'illa de Saipán, pensant que seria una bona posició per manar les seves unitats. No obstant això, els estatunidencs van desembarcar a l'illa el 15 de juny de 1944 i des d'aquest moment es va veure atrapat per l'atac de les forces americanes. Es creu que Takagi va morir durant la Batalla de Saipán, encara que es desconeix el seu parador final: no és clar si va intentar sortir de l'illa en un submarí, o si es va suïcidar a l'interior de la selva. El 6 de juliol va manar a l'exterior el seu últim missatge, després d'haver sol·licitat repetidament ser evacuat.
L'Armada Imperial ho va ascendir al rang d'Almirall de forma pòstuma, quan va tenir coneixement de la seva mort.